# Burgwedel
Burgwedel (Lågtyska: Borwee) är en stad i Region Hannover i Niedersachsen, Tyskland, med cirka 20 000 invånare.  Staden är belägen i norra delen av Hannovers storstadsregion, omkring 15 km nordost om Hannover.

## Historia
Burgwedel omnämns första gången 1324 som förvaltningssäte för grevskapet Burgwedel. Orten har flera gånger drabbats av stora bränder. På 1920-talet bedrev Opel experimentverksamhet med raketdrift i området.
1973 bildades kommunen Burgwedel av sju dittills självständiga orter: Engensen, Fuhrberg, Großburgwedel, Kleinburgwedel, Oldhorst, Thönse och Wettmar.  Sedan 26 augusti 2003 har Burgwedel stadsrättigheter.

## Näringsliv

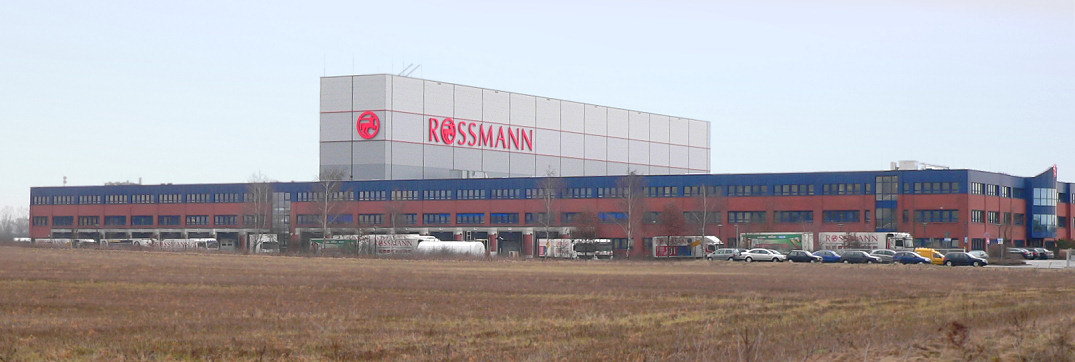
Rossmannhuvudkontoret i Burgwedel

Huvudkontoret för dagligvaruproduktkedjan Rossmann ligger i Burgwedel.  Orten har även ett IKEA-varuhus.

## Kommunikationer
Burgwedel ligger vid Bundesautobahn A7, som utgör en del av Europaväg 45.
Järnvägen mellan Hannover och Hamburg passerar genom staden, som har en järnvägsstation för regionaltrafik, Bahnhof Großburgwedel.

## Kända Burgwedelbor
- Mike Hanke, fotbollsspelare.
- Bettina Wulff, fru till tidigare förbundspresidenten Christian Wulff.
- Christian Wulff,  Tysklands förbundspresident 2010-2012.